# Valentin Dragnev
Valentin Dragnev (né le 5 mars 1999 à Vienne, en Autriche) est un joueur d'échecs autrichien et grand maître international des échecs.

## Palmarès dans les compétitions jeunes

### Palmarès lors des compétitions en Autriche
Valentin Dragnev apprend à jouer aux échecs dans sa famille. Il acquiert sa première expérience de tournoi en 2008 à l'âge de 9 ans, et remporte sa première compétition en 2010. En 2011, il termine 2e lors du championnat de Vienne dans la catégorie des garçons de moins de 12 ans. La même année, il devient également vice-champion d'Autriche dans la catégorie des garçons de moins de 12 ans. 
En 2012, Valentin Dragnev remporte le championnat du land de Vienne dans la catégorie des garçons de moins de 14 ans et un an plus tard, à l'âge de 13 ans, il réussit l'exploit de remporter ce même championnat  dans la catégorie des garçons de moins de 14 ans, de moins de 16 ans, et de moins de 18 ans. Lors du championnat du land de Vienne de la jeunesse qui se déroule en 2014, il remporte plusieurs podiums. Il est ainsi 2e dans la catégorie des garçons de moins de 16 ans, vainqueur dans le championnat d'échecs rapides et vice-champion dans le championnat de blitz. En 2015, il est respectivement deuxième dans le championnat général, et vainqueur dans les deux autres championnats. 

### Palmarès lors des compétitions internationales

#### Parcours en championnat d'Europe
Au niveau international, la victoire de Valentin Dragnev lors du championnat d'Europe d'échecs de 2013 dans la catégorie des garçons de moins de 15 ans est un point culminant de sa jeune carrière. Elle est suivie par une victoire l'année suivante lors du championnat d'Europe d'échecs rapides dans la catégorie des garçons de moins de 16 ans, qui se déroule à Tallinn, en Estonie. Avec Florian Mesaros, qui remporte la compétition catégorie des garçons de moins de 14 ans lamême année, Valentin Dragnev devient le premier Autrichien à s'adjuger un titre de champion d'Europe aux échecs.
Deux ans plus tard, il est sacré vice-champion dans la catégorie des garçons de moins de 18 ans lors du championnat d'Europe qui se déroule à Novi Sad, en Serbie. 

#### Parcours en championnat du monde
Lors du championnat du monde des jeunes dans la catégorie des garçons de moins de 16 ans, Valentin Dragnev arrive à se classer 16e, en 2014, en Afrique du Sud, puis et 14e l'année suivante, en Grèce. Il joue ensuite dans la catégorie des garçons de moins de 18 ans, en Russie en 2016. Il finit 6e. En 2017, dans la catégorie des garçons de moins de 20 ans, il fait une moins bonne performance en ne terminant que 44e. En février 2020, Valentin Dragnev est l'Autrichien le mieux classé à l'issue de l'open international d'échecs de Graz, qui valait championnat d'Autriche d'échecs. Il remporte donc le titre national à cette occasion.

## Titres internationaux décernés par la FIDE
En 2011, Valentin Dragnev commence à structurer son entrainement aux échecs puis entre parmi les cadres jeunes du club d'échecs de Vienne (Wiener Schachverbandes) et de la fédération autrichienne des échecs. Vers la fin de la saison 2011/12, il signe au SK Ottakring, son premier club en 2e Bundesliga Est autrichienne, ainsi que dans la Wiener Landesliga, la première division du championnat de Vienne d'échecs des clubs. 
En 2013, Valentin Dragnev a plus de 2000 points Elo pour la première fois, au début de 2014, il bat trois maîtres internationaux à l'open de Prague. La même année, il franchit le seuil des 2300 Elo, faisant de lui le plus jeune maître FIDE, à l'âge de 15 ans  de l'histoire des échecs autrichiens. Il bat alors le précédent record établi par Markus Ragger.
Valentin Dragnev obtient les trois normes nécessaires pour valider le titre de maître international en 2015 : en février, il bat deux grands maîtres lors du tournoi de Gibraltar, en juin, il valide sa deuxième norme au tournoi de Budweis, en République tchèque,  et en août, il valide sa troisième norme lors de l'opende sa ville natale, Vienne, en ne perdant qu'un seul de ses neuf matchs et en réalisant une performance Elo de 2539. Ainsi, après avoir atteint le classement Elo requis de 2400 points à la fin du mois de mars 2016, il reçoit officiellement le titre de maître international des mains de la FIDE.
Fin 2016, Valentin Dragnev termine à la deuxième place lors de l'open de Zadar, en Croatie. Avec 6,5 points en 9 matchs et une performance Elo de 2627, le joueur alors âgé de 17 ans obtient sa première norme de Grand Maître international (GMI). Début février 2017, il apparait pour la première fois dans le classement FIDE officiel avec plus de 2500 Elo. Dans le même temps, le rocher de Gibraltar s'avère être à nouveau un bon terrain pour lui. Il participe au tournoi de Gibraltar et y valide sa deuxième norme de GMI avec notamment une victoire contre Vasili Ivantchouk. Valentin Dragnev va rater sa troisième norme un an plus tard. Il valide finalement la troisième et dernière norme requise en Bundesliga allemande, lors de la saison 2017/2018, En juillet 2018, il reçoit officiellement le titre de Grand maître International.

## Parcours en club
En championnat d'Autriche d'échecs des clubs (Bundesliga), Valentin Dragnev continue de jouer pour le SK Ottakring. Il joue également en Bundesliga allemande et en Extraliga tchèque. Dans le championnat allemand, il défend les couleurs du FC Bayern Munich à partir de la saison 2015/2016. Dans le championnat tchèque, il joue pour le ŠK DURAS BVK Královo Pole depuis la saison 2017/2018.

## Parcours en équipe nationale autrichienne
Valentin Dragnev apparait pour la première fois en équipe nationale lors de la coupe Mitropa de 2016. Il est invaincu lors de ses huit matches : quatre victoires et quatre matchs nuls, pour une performance Elo de 2638. Toujours en 2016, dispute sept matchs avec l'Autriche (4 victoires(+4), 2 matchs nuls (= 2), une défaite (-1)) lors de la 42e olympiade d'échecs qui se déroule à Bakou, en Azerbaïdjan.